# Inamkoppa, Kundgol
Inamkoppa là một làng thuộc tehsil Kundgol, huyện Dharwad, bang Karnataka, Ấn Độ.